# Chalcoscirtus catherinae
Chalcoscirtus catherinae là một loài nhện trong họ Salticidae.
Loài này thuộc chi Chalcoscirtus. Chalcoscirtus catherinae được Jerzy Prószyński miêu tả năm 2000.